# دوبروپیلیا
دوبروپیلیا (به روسی: Добропілля) شهری در استان دونتسک در کشور اوکراین واقع شده‌است. جمعیت این شهر ۲۸,۷۵۷ نفر (۲۰۲۱ تخمینی)است.